# Museu Geológico de Lisboa
O Museu Geológico é um museu em Lisboa que reúne e expõe milhares de exemplares de Paleontologia, Arqueologia e Mineralogia em duas grandes salas, estando instalado no mesmo edifício da Academia de Ciências de Lisboa, no número 19 da Rua da Academia de Ciências de Lisboa.
O Museu Geológico foi constituído em 1857, quando foi criada a 1.ª Comissão Geológica do Reino, a partir de exemplares colhidos pelos pioneiros da Geologia portuguesa como Carlos Ribeiro, Nery Delgado, Pereira da Costa, Paul Choffat, entre outros.
Além do seu significativo valor científico, o Museu Geológico de Lisboa tem grande interesse histórico e museológico, uma vez que nas suas instalações nasceram a Geologia e a Arqueologia portuguesas.
Nas suas grandes salas, o mobiliário a elas adaptado e o modelo expositivo do século XIX conferem-lhe um carácter único e raro na Europa, de importância patrimonial reconhecida.

## As coleções
As suas coleções abrangem as áreas de:
- Paleontologia
  - Possui vasta coleção de fósseis recolhido em Portugal: Dinossauros, Trilobites, Amonites, Plantas.
- Estratigrafia portuguesa
- Arqueologia pré-histórica
  - Representando todos os períodos, desde o Paleolítico ao Romano em Portugal.
- Mineralogia
- Litologia
- Instrumentos científicos

As coleções, são de grande interesse científico, estando disponíveis a investigadores, nacionais e estrangeiros.

## Dinossauros no Museu Geológico de Lisboa
O  Museu Geológico de Lisboa tem as seguintes espécies de dinossauros em exposição:
- Lusotitan atalaiensis,[5] saurópode
- Lourinhasaurus alenquerensis, saurópode
- Dracopelta zbyszewski, anquilossauro
- Aviatyrannis jurassica, terópode